# 昭和女子薬学専門学校 (旧制)
| 昭和女子薬学専門学校 （昭和女子薬専） | 昭和女子薬学専門学校 （昭和女子薬専） |
| ------------------------------------- | ------------------------------------- |
| 創立                                  | 1930年                                |
| 所在地                                | 東京府目黒区五本木                    |
| 初代校長                              | 杉野森太郎                            |
| 廃止                                  | 1951年                                |
| 後身校                                | 昭和薬科大学                          |
| 同窓会                                | 昭薬同窓会                            |

昭和女子薬学専門学校（しょうわじょしやくがくせんもんがっこう）は1930年（昭和5年）に設立された日本の旧制薬学専門学校で、昭和薬科大学の旧制前身校。

## 来歴
昭和女子薬学校が専門学校令に準拠した学校として昇格。のち新制大学の昭和薬科大学として認可された。1930年専門学校令に基づく女子薬学専門学校への昇格を目指して、東京女子薬学校の生徒が総退学し日本女子薬学校に編入。日本女子薬学校は昭和女子薬学校と改称した。一時星製薬商業学校（星薬科大学の前身、品川区戸越）内に仮校舎が置かれたが、その後同年11月昇格が認可され昭和女子薬学専門学校が設立された。
なお、東京女子薬学校も同年同月東京女子薬学専門学校として設立認可され、明治薬科大学の旧制前身校の一つとなった。

## 設立までの前史
- 1907年　明治薬学校に東京女子薬学校設置（神田区神田三崎町）。同年麹町区紀尾井町に移転
- 1924年　医師木村鉞太郎東京家政女学校跡に日本女子薬学校開設（牛込区新小川町）
- 1930年　東京女子薬学校の生徒が日本女子薬学校に合流し、昭和女子薬学校開設。専門学校令に基づく昭和女子薬学専門学校開設（目黒区五本木）

## 沿革
- 1945年 世田谷区弦巻に移転
- 1949年 新制大学として昭和女子薬科大学設立
- 1950年 昭和薬科大学と名称変更（男女共学）

## 歴代校長
- 杉野森太郎（事務取扱）；1930年11月 - 1930年12月
  - 前東京女子薬学校校長
- 米倉昌達；1930年12月 - 1932年3月
  - 前京都薬学専門学校校長
- 佐々木元；1932年4月 - 1934年1月
- 杉山邦雄（事務取扱）；1934年3月 - 1934年9月
- 山羽貞雄；1934年9月 - 1946年7月
- 工藤佑治（事務取扱）；1946年8月 - 1947年2月
- 鈴木秀幹；1947年2月 - 1949年10月